# Dana Kochavi
Dana Kochavi est une joueuse d'échecs israélienne née en 2007. Elle est Maître FIDE depuis 2023.
Lors de l'Olympiade d'échecs de 2024, Kochavi remporte la médaille d'or au cinquième échiquier, ayant remporté chacune de ses 8 parties.